# Світлини Тараса Шевченка

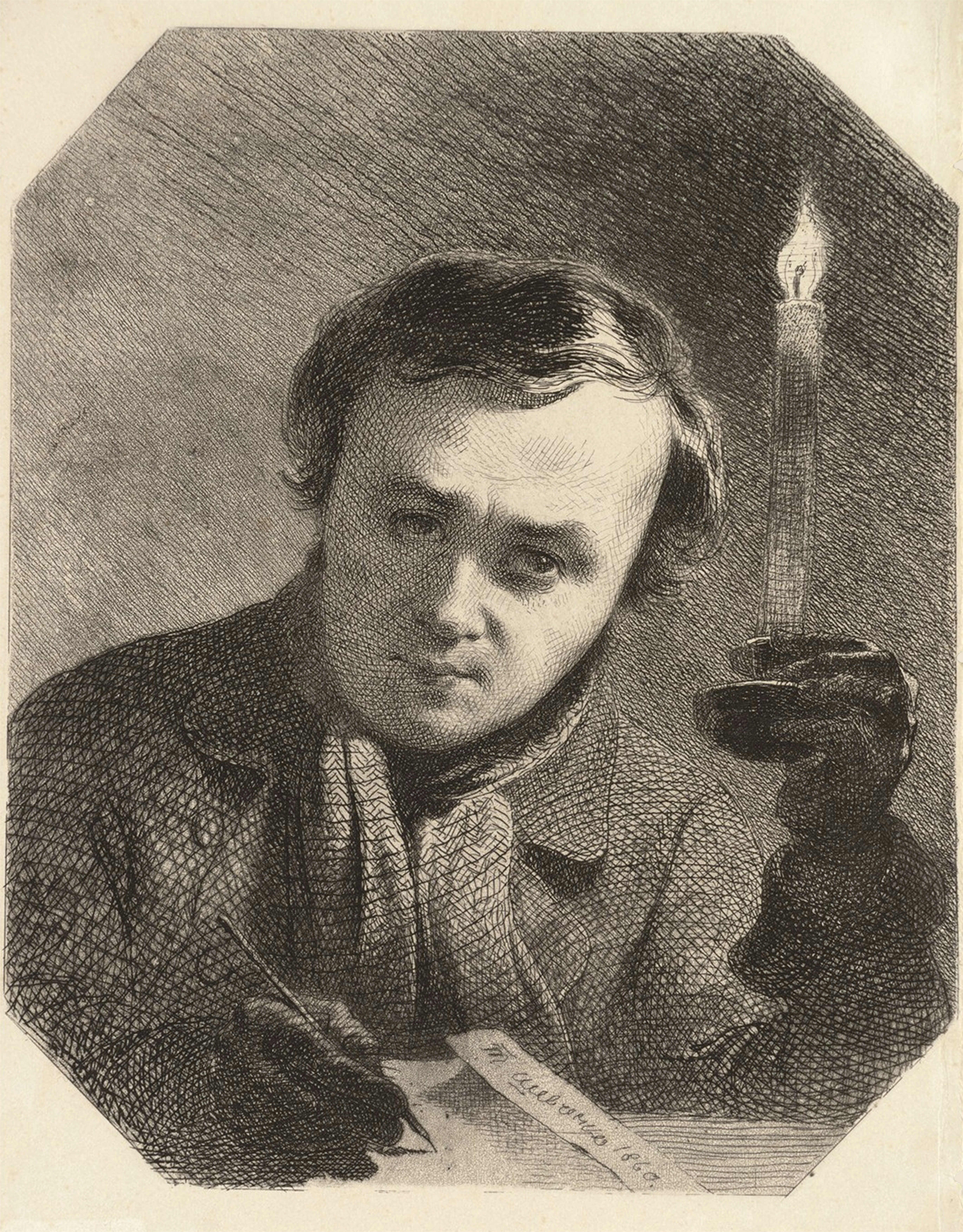
Автопортрет Шевченка зі свічкою. Офорт зроблений з малюнка 1843 року (1860)

Всі світлини Тараса Шевченка зроблено після його повернення із заслання, в період між 1859—1861 роками. Відомо про одинадцять світлин Шевченка з натури, з яких збереглося десять. Дев'ять з них зберігаються у Національному музеї Т. Шевченка, а одна світлина — у філіалі цього музею, Літературно-меморіальному будинку-музею Т. Шевченка (обидва музеї розташовані в Києві). Вісім світлин зроблені трьома фотографами, які відомі, та три світлини невідомими фотографами. Світлини зроблені у Києві й Санкт-Петербурзі. Попри те, що з моменту фотографування пройшло понад 150 років, досі не відомі (або не погоджені всіма дослідниками): загальна кількість фотографій, точна інформація про імена і прізвища фотографів, осіб на груповій світлині та інші дані, пов'язані зі світлинами Шевченка.

## Відомі світлини
| № | Світлина                                                                 | Дата            | Опис |
| --- | ------------------------------------------------------------------------ | --------------- | --- |
| — | Автопортрет Тараса Шевченка, з якого була зроблена його перша фотографія | 1858            | Першою світлиною Шевченка була фоторепродукція його автопортрета 1858 року , створеного під час його перебування в Нижньому Новгороді, коли поет чекав дозволу повернутися в Петербург після перебування на засланні. Автопортрет Шевченко надіслав 4 січня 1858 року до Петербурга своему другові М. Лазаревському з проханням замовити з нього чотири світлини, котрі він міг би подарувати друзям. 19 січня автопортрет був уже у фотографа. Ці чотири світлини Лазаревський надіслав Шевченкові 10 лютого. Поет одержав їх 19 лютого, про що зробив запис у щоденнику. Всього Лазаревський замовив 50 фоторепродукцій цього автопортрета. Дослідники припускають, що автором світлин з автопортрета Шевченка був його приятель, фотограф К. Нагорецький. |
| 1 |                                                                          | 30 березня 1858 | Перший фотопортрет Шевченка зроблений з натури вже в Петербурзі 30 березня 1858 року, де поет зображений з бородою, в шапці й кожусі, на прохання М. О. Дорохової, доброї знайомої Шевченка по Нижньому Новгороду, якій він подарував світлину зроблену з його автопортрета, але Дороховій вона не сподобалася і попросила подарувати їй іншу. На основі цієї першої світлини з натури Шевченко створив у 1860 році офортний автопортрет. Хоча багато джерел вказує («Шевченківський словник» та інші), що автором першої світлини Шевченка був А. Деньєр, але дослідник В. Яцюк заперечує це тим, «… що практичних доказів немає, а творча манера Деньєра, технічні особливості його фотографій суперечать цьому твердженню».                               |
| 2 |                                                                          | 1858            | Друга світлина Шевченка з натури, без головного убору, в білій сорочці і темному піджаку, зроблена 1858 року у фотоательє І. Досса. За цією фотографією І. Рєпін 1888 року написав портрет Шевченка для Тарасової світлиці — першого народного музею Шевченка на Чернечій горі. |
| 3 |                                                                          | Квітень 1859    | Третя світлина Шевченка зроблена в ательє А. Деньєра у квітні 1859 року. На ній поет в смушковій шапці й кожусі. Після смерті Шевченка художники В. Мате, М. Мурашко, Ф. Красицький й інші користувалися цим знімком для створення живописних, графічних і скульптурних портретів поета. З цього ж фото І. Крамськой виконав портрет для засновника однойменної картинної галереї П. Третьякова. |
| 4 |                                                                          | Квітень 1859    | Наступна світлина зроблена у квітні 1859 року теж в ательє А. Деньєра. Шевченко сфотографувався зі своїми друзями Г. Честахівським, братами Олександром та Михайлом Лазаревськими і П. Якушкіним. |
| 5 |                                                                          | 1859            | У 1859 році була зроблена ще одна світлина (вже третя) у А. Деньєра. Це невелика за розміром світлина (9 х 12 см), Шевченко на ній зображений на весь зріст, у смушковій шапці, кожусі і з палицею. |
| Перебуваючи у Києві в 1859 році, Шевченко тричі фотографувався в ательє свого старого приятеля по Петербургу художника і фотографа І. Гудовського. |                                                                          |                 | |
| 6 |                                                                          | 1859            | На першому фото Шевченко сидить на стільці у білій сорочці з темною краваткою і в темному піджаку. |
| 7 |                                                                          | 1859            | На другому фото Шевченко сидить на стільці біля столу в білому полотняному костюмі з палицею в руках. |
| 8 |                                                                          | 1860            | На третій світлині (погрудній) Шевченко теж в білому костюмі. Деякі дослідники приписують авторство цієї світлини не І. Гудовському, а фотомайстерні Л. Барклая. |
| Дві останні за часом фотографування (кінець 1860 — початок 1861) світлини Шевченка належать невідомому фотографу:                                  |                                                                          |                 | |
| 9 |                                                                          | 1860—1861       | Світлина Шевченко в чорному костюмі і в білій сорочці з чорною краваткою. Деякі дослідники приписують авторство цієї світлини О. Шпаковському. |
| 10 |                                                                          | 1860            | Світлина Шевченка разом з його приятелем Г. Честахівським. Автором цього фото деякі дослідники вважають І. Досса. Час фотографування (за дарчим написом) — 1860 рік. |

## Втрачені світлини
| № | Світлина | Дата      | Опис |
| - | -------- | --------- | --- |
| 1 |          | 1858—1859 | Є ще одна світлина Шевченка невідомого автора, яка не збереглася. Знімок 1858—1859 років. На ній Шевченко в темному костюмі. З цієї світлини Шевченка 1859 року М. Микешин зробив малюнок-портрет, який був використаний як фронтиспіс для оформлення титульної сторінки «Кобзаря» (1860), виданому коштом П. Симиренка. Оригінал портрета Микешин подарував другові Шевченка А. Олдріджу. |
| - |          | 1860      | Цю світлину Шевченко використав при роботі над двома офортними автопортретами 1860 року. |